# Skaraborgs regemente (infanteri)
Skaraborgs regemente (I 9) var ett infanteriförband inom svenska armén som verkade i olika former åren 1624–1942. Förbandsledningen var från mitten av november 1913 förlagd till Skövde garnison i Skövde.

## Historia

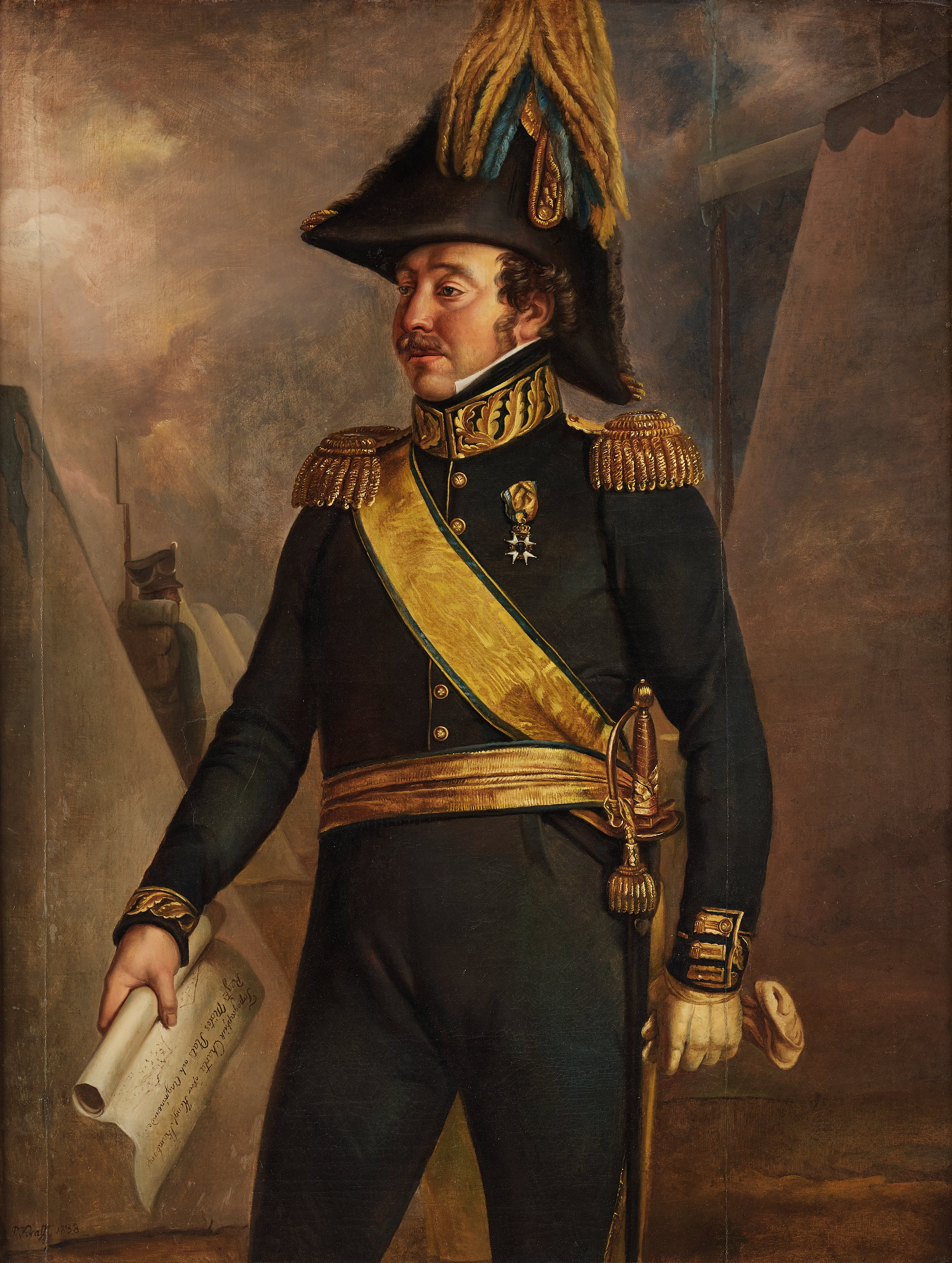
Regementschef Christer Posse af Säby avporträtterad av Per Krafft d.y.. Han håller i handen en karta över regementets övningsplats. I bakgrunden ser man ett fältläger med tält och en soldat. (1838)

### Bildandet
Regementet härstammar från de fänikor som på 1500-talet sattes upp i Skaraborgs län. År 1613 slogs dessa fänikor samman med andra från närliggande landskapet Dalsland och Älvsborgs län och omorganiserades av Gustav II Adolf till Västergötlands storregemente där åtta av totalt 25 kompanier rekryterades från Skaraborg län. Västergötlands storregemente bestod av tre fältregementen där Skaraborgs regemente var ett. Någon gång mellan 1621 och 1624 splittrades storregementet till tre mindre regementen där Skaraborgs regemente var ett. Ett troligt datum för bildandet av regementet är den 10 mars 1624.

### Rangordningen
I 1634 års regeringsform fastställdes den svenska regementetsindelningen, där det angavs att armén skulle bestå av 28 regementen till häst och fot, med fördelningen av åtta till häst och 20 till fot. De indelta och roterande regementena namngavs efter län eller landskap, medan de värvade regementena uppkallades efter sin chef. Regeringsformen angav Skaraborgs regemente som det andra i ordningen. Dock blev det ett nummer som aldrig användes, annat än för att ange regementets plats, enligt den då gällande rangordning. Regementets första befälhavare var Bengt Pilefelt.
Regementet deltog 1709 i Slaget vid Poltava där det led stora förluster och den 1 juli föll hela regementet i fångenskap i samband med Kapitulationen vid Perevolotjna. Skaraborgs regemente återuppsättas i Sverige samma år.
Den rangordning som hade fastställts i 1634 års regeringsform började halta och skapa luckor efter freden i Fredrikshamn den 17 september 1809, då Finland tillföll Ryssland och Sveriges regementen i Finland upplöstes. Därmed fanns det ett behov med att skapa ett nytt system. Under kronprins Karl Johans tid infördes 1816 ett nytt numreringssystem, där de svenska regementena genom en generalorder den 26 mars 1816 tillfördes ett officiellt ordningsnummer, till exempel № 9 Skaraborgs regemente. Till grund för numreringen låg inte bara ett regementes status, utan också de svenska landskapens inbördes ordning, samt att Svealand, Götaland och Norrland skulle varvas. De lägsta ordningsnumren tilldelades "liv- och hus- trupperna". Dessa nummer hade dock ingenting med rangordningen att göra, vilket bland annat framgår av gamla förteckningar där infanteri- och kavalleriförband är blandade just med hänsyn till rang och värdighet.

### Ordningsnumret
I samband med 1914 års härordning justerades 1914 samtliga ordningsnummer inom armén. För till exempel Skaraborgs regemente innebar det att regementet blev tilldelad beteckningen I 9. Justeringen av beteckningen gjordes för att särskilja regementen och kårer mellan truppslagen. Det med bakgrund till att namn och nummer som till exempel № 3 Livregementets grenadjärkår och № 3 Livregementets husarkår kunde förefalla egendomliga för den som inte kände till att förbanden ifråga tillhörde skilda truppslag.

### Pansarregementet
Regementet klarade sig från avvecklingen genom försvarsbeslutet 1925, men regementet kom, i likhet med övriga infanteriregementet, att reduceras med en bataljon och kom att från den 1 januari 1928 bestå av två infanteribataljoner.
Genom försvarsbeslutet 1936 beslöts det att vissa infanteriregementen skulle delas upp i en infanteri- respektive en stridsvagnsbataljon. Från början var det Livregementets grenadjärer (I 3) samt Skaraborgs regemente (I 9) som var de två huvudförslagen. I november samma år byttes dock Livregementets grenadjärer (I 3) ut mot Södermanlands regemente (I 10). När Göta livgarde (I 2) avvecklades den 30 september 1939, kom dess stridsvagnsbataljon att delas upp samma år i två pansarbataljoner vilka fördelades till Skaraborgs regemente (I 9) och Södermanlands regemente (I 10). Skaraborgs regemente kom senare genom försvarsbeslutet 1942 att omorganiserades den 1 oktober 1942 till Skaraborgs pansarregemente (P 4) och överfördes till det nybildade truppslaget pansartrupperna.

## Ingående enheter
Genom 1901 års härordning fastställdes att tillgång till trupp skulle regleras genom allmän värnplikt, vilket bland annat resulterade i att infanteriregementena utökades med en bataljon och kom att omfatta tre infanteribataljoner. I samband med krigsutbrottet 1914 fastställdes försvarsbeslutet 1914, vilket bland annat medförde att linjeregementet I 9 organiserades och mobiliserades. I likhet med övriga infanteriregementen skulle också ett reservregemente sättas upp, dock kom dessa aldrig att mobiliseras. Vidare infördes en brigadorganisation inom armén, där två infanteriregementen bildade en brigad. I 9 tillsammans med I 15 bildade 5. infanteribrigaden, ingående i III. arméfördelningen. Genom försvarsbeslutet 1925 reducerades försvaret kraftigt. Bland annat så utgick reservregementena samt att antalet arméfördelningar reduceras med två. Vidare reducerades samtliga infanteriregementen med en bataljon och kom att från den 1 januari 1928 bestå av två infanteribataljoner. De tidigare linjeregemente ersattes samtidigt med begreppet fältregemente. Som en följd av försvarsnedskärningarna under slutet av 1920-talet, kunde regementet vid krigsutbrottet 1939 endast mönstra två bataljoner, dock var dessa inte helt fulltaliga eller rustade. I den nya organisationen kom regementet underställas chefen för Västra arméfördelningen. Genom försvarsbeslutet 1942 stärktes dock försvarets krigsorganisation, vilket bland annat medförde att infanteriregementena tillfördes en tredje bataljon, samt att i stort sett samtliga kom att sätta upp två fältregementen. Skaraborgs regemente kom dock att sätta upp en pansarbrigad inom det nya truppslaget pansartrupperna.

### 5.infanteribrigaden
5. infanteribrigaden var en infanteribrigad inom III. arméfördelningen som verkade åren 1915–1927 och bestod av Skaraborgs regemente och Älvsborgs regemente.

### Kompanier
| 1684(?) - Livkompaniet - Överstelöjtnantens kompani - Majorens kompani - Vartofta kompani - Skåninge kompani - Kåkinds kompani - Willska kompani - Norra Wassbo kompani | 1854(?) - Livkompaniet - Höjentorps kompani - Vartofta kompani - Vilska kompani - Södra Vadsbo kompani - Norra Vadsbo kompani - Kåkinds kompani - Skånings kompani |

## Förläggningar och övningsplatser
Regementet flyttade den 11 november 1913 in i nyuppförda kaserner i Skövde. Med ett Kungl. brev daterat den 31 december 1913 förklarades regementet kasernerat. Kasernområdet uppfördes efter 1901 års byggnadsprogram efter Kasernbyggnadsnämndens första typritningsserie för infanterietablissement. Etablissementet är sedan början av 2000-talet det fortfarande aktiva från Kasernbyggnadsnämndens första typritningsserie för infanterietablissement. Efter att regementet omorganiserades till ett pansarregemente, uppfördes ett nytt garageområde med garage-, vård- och utbildningslokaler samt stensatta garageplaner. Garageområdet stod klart den 1 oktober 1942. År 1956 togs "Svarta fältet" i bruk som uppställningsplats för regementets stridsvagnar. Åren 1978–1979 revs regementets tidigare barackläger, i syfte att uppföra nya övnings- och vårdhallar samt en ny utbildningsverkstad, vilken togs i bruk 1982. Under 1980-talet förvandlades "Sandfältet", vilket varit övningsplats åt både kavalleriet och pansartrupperna, till Östra motorområdet. Området består av bland annat besiktnings- och vårdhallar för hjulfordon samt drivmedelsanläggning.

## Heraldik och traditioner

### Förbandsfanor
Regementet har fört ett antal fanor genom tiden, regementets sista fana som infanteriregemente tilldelades den 24 juni 1858 av kronprins Karl (XV), då i form av två bataljonsfanor. Fanorna hade ursprungligen endast två segernamn, Lützen (1632) och Malatitze (1708) Efter kompletterande efterforskningar medgavs regementet 1929 att på II. bataljonens fana tillföra sex segernamn Varberg (1565), Narva (1581), Leipzig (1642), Warschau (1656), Lund (1676) och Landskrona (1677). Fram till 1994 var regementets fana den då äldsta i bruk, då den ersattes med en ny fana. Fanan fördes vidare efter att regementet omorganiserades till pansarregemente. År 1994 troppades den, då regementet tilldelades en ny fana.

### Utmärkelsetecken
Vid regementet instiftades 1942 Kungl. Skaraborgs regementes förtjänstmedalj i guld (SkarabregGM).

## Förbandschefer
Regementschefer verksamma vid regementet åren 1634–1709 och 1709–1942. För regementschefer efter 1942, se Skaraborgs regemente (pansar).

- 1634–1638: Bengt Persson Pilefelt (1631)
- 1639–1648: Peder Lindormsson Ribbing af Zernava
- 1648–1656: Johan Nern
- 1656–1665: Johan Hård af Segerstad
- 1665–1679: Henrik Fredrik von Börstell
- 1679–1688: Gustaf Hård af Segerstad
- 1688–1705: Nils Brattman Stromberg
- 1706–1709: Casper Otto Sperling   †
- 1709–1709: Carl Ulfsparre   †
- 1709–1717: Christoffer Georg Witting
- 1717–1720: Swen Lagerberg
- 1720–1729: Hans Henrik von Essen
- 1729–1737: Gustaf Gadde
- 1737–1738: Hans Georg Mörner
- 1739–1743: Carl Henrik Wrangel af Adinal
- 1744–1748: Anton Adolf af Wasaborg
- 1748–1748: Fredrik Henrik Sparre
- 1748–1750: Carl de Laval
- 1750–1762: Carl von Otter
- 1762–1772: Fabian Casimir Wrede af Elimä
- 1772–1790: Per Scheffer
- 1791–1796: Wilhelm Mauritz Pauli
- 1796–1808: Carl Gyllenhaal
- 1808–1809: Carl Mörner af Tuna
- 1809–1816: Carl Henrik Posse af Säby
- 1816–1836: Christer Posse af Säby
- 1837–1844: Magnus von Rosen
- 1845–1858: Sebastian Carl von Knorring
- 1858–1864: Adolf Ludvig de Maré
- 1864–1879: Alexander Johan Wästfelt
- 1879–1882: Knut Axel Ryding
- 1882–1885: Gustaf Fredrik Snoilsky
- 1885–1893: Oscar Theodor Fåhraeus
- 1893–1898: Gustaf d'Albedyhll
- 1898–1906: Oscar Alfred Wästfelt
- 1906–1909: Carl Axel Örn
- 1909–1916: Axel Carleson
- 1916–1919: Daniel Magnus Fredrik Björkman
- 1919–1922: Tell Schmidt
- 1922–1931: Pontus Reuterswärd
- 1931–1935: Carl Uggla
- 1935–1942: Arthur Georg Nordenswan

## Namn, beteckning och förläggningsort
| Kungl. Skaraborgs regemente | 1624-03-10 | – | 1709-07-01 |
| Kungl. Skaraborgs regemente | 1709-??-?? | – | 1942-09-30 |

| № 9 | 1816-03-26 | – | 1914-09-30 |
| I 9 | 1914-10-01 | – | 1942-09-30 |

| Eggby ängar (M)     | 1673-??-?? | – | 1695-??-?? |
| Axevalla hed (M)    | 1696-??-?? | – | 1913-11-10 |
| Skövde garnison (F) | 1913-11-11 | – | 1942-09-30 |

## Galleri

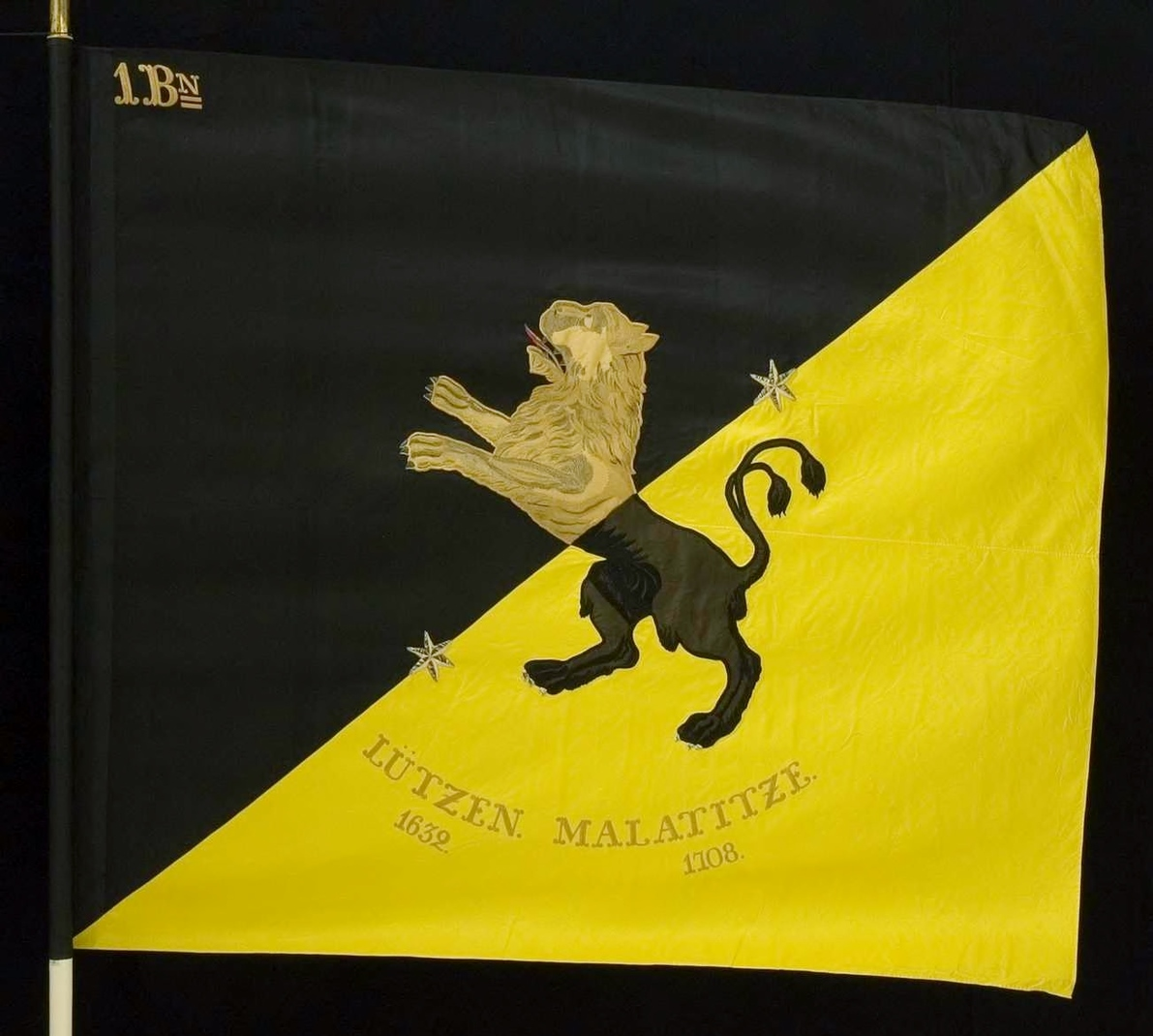
Fana m/1844, för Skaraborgs regementes 1:a bataljon.
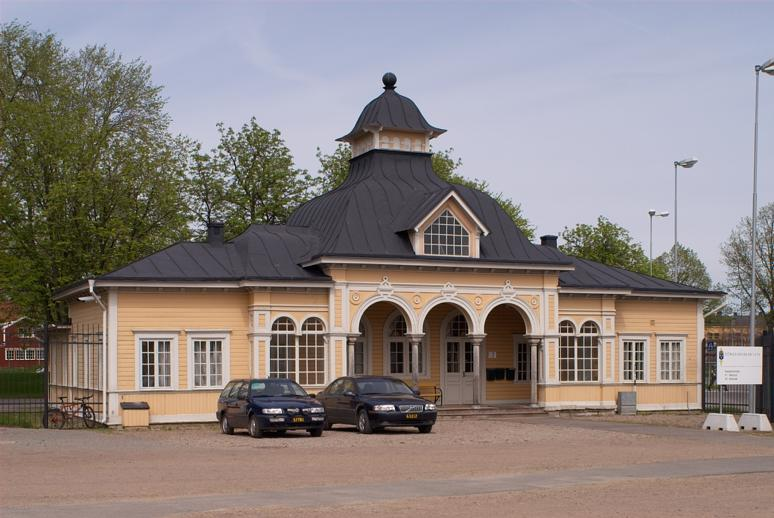
Handelsboden vid Skaraborgs regemente. Byggnaden uppfördes 1898 och var ursprungligen vaktpaviljong placerad på Axevalla hed. Flyttades till Skövde 1913.
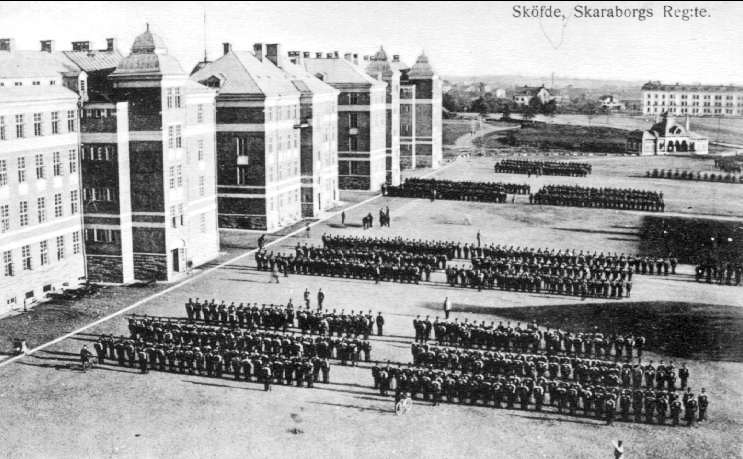
Skaraborgs regemente kaserngård tidigt 1900-tal.
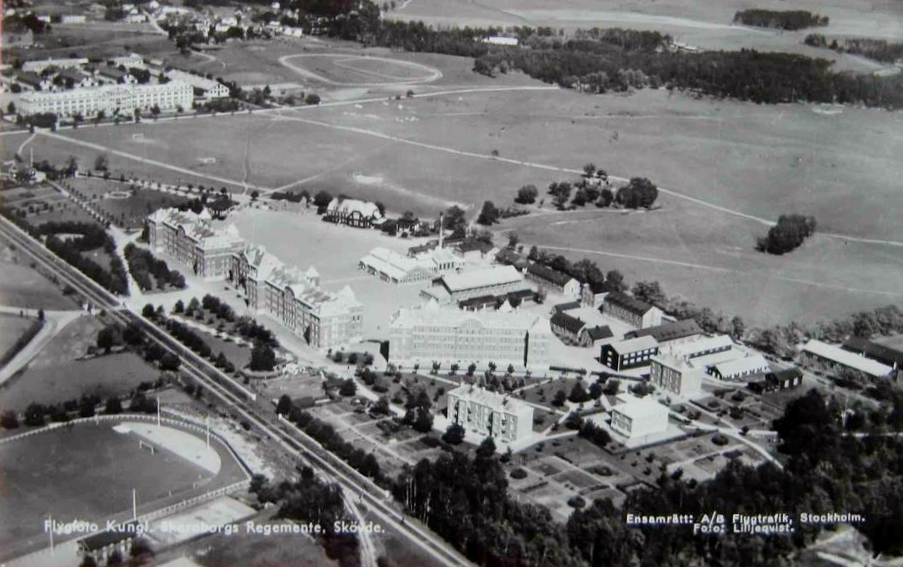
Flygbild över regementet 1939.
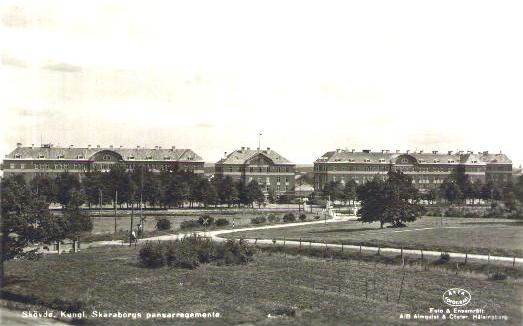
Vy över regementet 1940-talet.
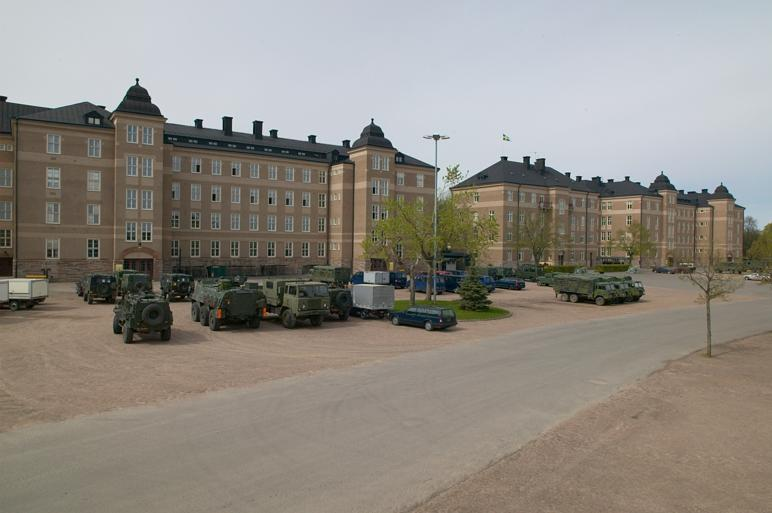
Skaraborgs regemente kaserngård 2008.
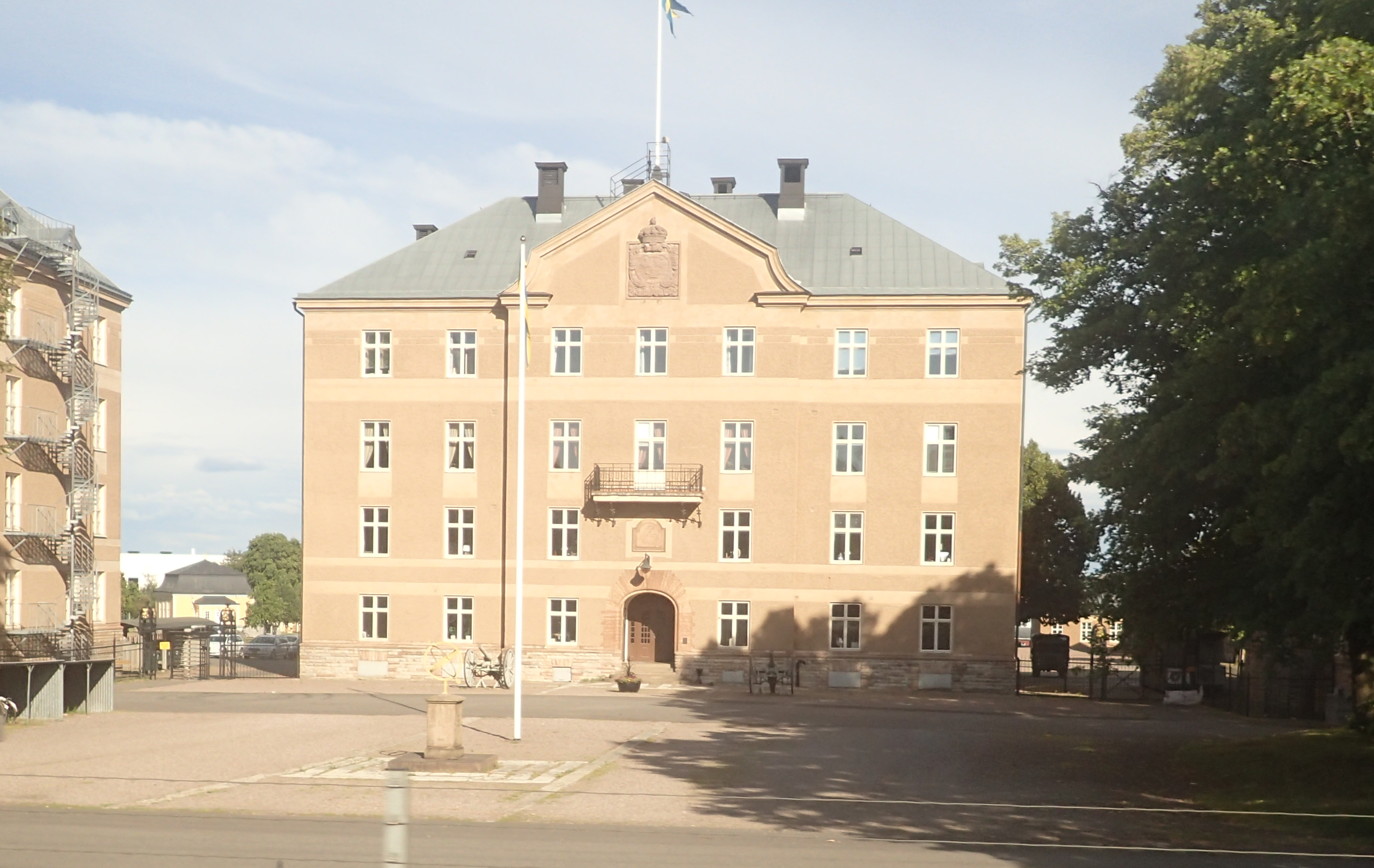
Kanslihuset vid regementet.